# Singkup (Pasawahan)
Singkup is een bestuurslaag in het regentschap Kuningan van de provincie West-Java, Indonesië. Singkup telt 1353 inwoners (volkstelling 2010).